# Mieszarka bębnowa

Mieszarka bębnowa (betonowóz)

Mieszarka bębnowa, mieszalnik bębnowy – odmiana mieszalnika z obrotową komorą mieszania, maszyna przeznaczona do mieszania, której organem roboczym jest bęben mieszalny obracający się wokół osi poziomej lub skośnej. Do wewnętrznej ściany bębna mogą być przymocowane łopatki wymuszające mieszanie się obrabianego materiału. Urządzenie wykorzystywane w przemyśle: chemicznym, budowlanym, spożywczym.
Specjalizowane mieszarki bębnowe:
- betoniarka
- thumbler do obróbki wirościernej (bębnowania)